# Cainta
En Historia filipina temprana, el Tagalo bayan (en pampango: balen; "país" o "politia") de Cainta era un estado fortificado río arriba que ocupaba ambas orillas de un brazo del Río Pasig. Estaba ubicado no lejos de donde el río Pasig se encuentra con el Lago de Ba-i, y se presume que es el sitio actual del municipio de Cainta, Rizal.

## Descripción
Las descripciones de los primeros cronistas dicen que la entidad política estaba rodeada por matorrales de bambú, defendida por un muro de troncos, baluartes de piedra y varios lantaka s, y que un brazo del Pasig El río atravesaba el centro de la ciudad y la dividía en dos asentamientos.
Como se describe en un relato anónimo de 1572 documentado en el Volumen 3 de las traducciones compiladas de Blair y Robertson:
Dicho pueblo tenía alrededor de mil habitantes, y estaba rodeado de matorrales de bambú muy altos y muy densos, y fortificado con un muro y algunas culebrinas pequeñas. El mismo río que el de Manila da vueltas alrededor del pueblo y un brazo del mismo pasa por el medio dividiéndolo en dos secciones.

## El asedio de Cainta (agosto de 1571)
Cuando las fuerzas españolas de Miguel López de Legazpi establecieron por primera vez la ciudad de Manila en 1571, Cainta era uno de los estados vecinos que fueron a Manila para negociar la amistad con Manila. Sin embargo, los enviados de Cainta notaron el pequeño tamaño de las fuerzas de Legazpi y decidieron retirar su oferta de amistad, ya que Cainta era una entidad política fortificada que era perfectamente capaz de defenderse.
En agosto de 1571, Legazpi encargó a su sobrino, Juan de Salcedo, "pacificar" a Cainta. Después de viajar varios días río arriba, Salcedo sitió la ciudad y finalmente encontró un punto débil en el muro. El último ataque español mató a más de 400 residentes de Cainta, incluido su líder Gat Maitan.

## Disolución
Cainta se estableció como visita (anexo) de Taytay el 30 de noviembre de 1571, bajo la administración de los jesuitas.

## Lista de Gobernantes
| Título | Nombre | Detalles específicos | fechas | Fuentes primarias                                                                               | notas                                          |
| ------ | ------ | -------------------- | ------ | ----------------------------------------------------------------------------------------------- | ---------------------------------------------- |
| Gat    | Maitán | El Jefe de Cainta.   | d.1571 | Cuenta de 1572 documentada en el Volumen 3 de las traducciones compiladas de Blair y Robertson: | el último gobernante de la ciudad fortificada. |